# 코카콜라 제로슈거
코카콜라 제로슈거(Coca-Cola Zero Sugar)는 코카-콜라 컴퍼니가 만드는 상품으로, 설탕이 들어가지 않은 일종이다. 미국과 캐나다를 비롯한 일부 국가에서는 칼로리가 제로라는 광고를 하고 있으며, 일부 국가에서는 무설탕으로 광고하고 있다. 대한민국에서는 2006년 4월부터 시판되었다.
코카콜라 제로는 원래의 코카콜라와 달리 칼로리가 제로인 점을 특징으로 내세우고 있다.

## 성분
코카콜라 제로는 아래의 표와 같이 판매 국가마다 다른 성분으로 제조된다.
| 성분 이름        | 오스트레일리아; 뉴질랜드 | 미국; 캐나다   | 그리스         | 독일           | 스페인         | 영국; 아일랜드 | 노르웨이; 핀란드; 덴마크; 스웨덴 | 벨기에; 네덜란드 | 아르헨티나; 에콰도르; 볼리비아; 칠레; 브라질 | 프랑스         | 멕시코         | 홍콩           | 타이완         |
| ---------------- | ------------------------ | -------------- | -------------- | -------------- | -------------- | -------------- | -------------------------------- | ---------------- | -------------------------------------------- | -------------- | -------------- | -------------- | -------------- |
| 탄산수           | 사용함                   | 사용함         | 사용함         | 사용함         | 사용함         | 사용함         | 사용함                           | 사용함           | 사용함                                       | 사용함         | 사용함         | 사용함         | 사용함         |
| 색               | E150d*                   | 캐러멜         | 캐러멜         | E150d*         | E150d*         | E150d*         | E150d*                           | E150d*           | E150d*                                       | E150d*         | E150d*         | E150d*         | 캐러멜         |
| 아세설팜칼륨     | 사용함                   | 사용함         | 사용함         | 사용함         | E-950          | 사용함         | 사용함                           | 사용함           | 사용함                                       | 사용함         | 사용함         | E-950          | 사용함         |
| 아스파탐         | 사용함                   | 사용함**       | 사용함**       | 사용함         | E-951          | 사용함**       | 사용함**                         | 사용함**         | 사용함**                                     | 사용함**       | 사용함**       | E-951          | 사용함         |
| 카페인           | 사용함                   | 사용함         | 사용함         | 사용함         | 사용함         | 사용함         | 사용함                           | 사용함           | 사용함                                       | 사용함         | 사용함         | 사용함         | 사용함         |
| 인산             | 사용함                   | 사용함         | 사용함         | 사용함         | E-338          | 사용함         | E-338                            | E-338            | E-338                                        | 사용함         | 사용함         | E-338          | 사용함         |
| 안식향산칼륨     |                          | 사용함         |                |                |                |                |                                  |                  |                                              |                |                |                |                |
| 구연산칼륨       |                          | 사용함         |                |                |                |                |                                  |                  |                                              |                |                |                |                |
| 안식향산나트륨   | 사용함                   |                | 사용함         |                | E-211          |                | E-211                            |                  | 사용함                                       |                | 사용함         | E-211          | 사용함         |
| 구연산나트륨     | 사용함                   |                | 사용함         | 사용함         | E-331          | E-331          | E-331                            | E-331            | E-331                                        | 사용함         | 사용함         | E-331          | 사용함         |
| 시클라메이트     |                          |                | 사용함         | 사용함         | E-952          |                |                                  |                  | 사용함                                       |                | 사용함         | 사용안함       |                |
| 향료             | 있음                     | 자연 맛        | 있음           | 있음           | 있음           | 있음           | 있음                             | 있음             | 있음                                         | 있음           | 있음           | 있음           | 있음           |
| 100 ml 당 칼로리 | 0.3 킬로칼로리           | 0.5 킬로칼로리 | 0.2 킬로칼로리 | 0.2 킬로칼로리 | 0.2 킬로칼로리 | 0.5 킬로칼로리 | 0.3 킬로칼로리                   | 0.3 킬로칼로리   | 0 킬로칼로리                                 | 0.3 킬로칼로리 | 0.3 킬로칼로리 | "0 킬로칼로리" | "0 킬로칼로리" |

* E150d는 청량 음료에서 캐러멜 색소를 뜻하는데, 빈번하게 마신다.
** 아르헨티나, 오스트레일리아, 벨기에, 브라질, 캐나다, 칠레, 덴마크, 네덜란드, 핀란드, 프랑스, 독일, 그리스, 홍콩, 멕시코, 노르웨이, 스페인, 스웨덴, 대만, 영국, 미국 등의 코카콜라 제로의 성분 라벨은 소다수를 함유하는 페닐알라닌이 근원이다. 페닐알라닌은 아스파탐을 이루는 한 분자이다.
12 플루이드 온스 (약 355 ml)의 코카콜라 제로에는 34.5 mg 의 카페인이 (100 ml 당 9.7 mg) 들어가 있다. 놀라운 것은 오리지널 코카콜라와 대략 카페인이 거의 같은 용량이 들어가 있다는 것이다.(오리지널 코카콜라는 12 플루이드 온스당 34 mg 의 카페인이 있음).

## 판매 국가

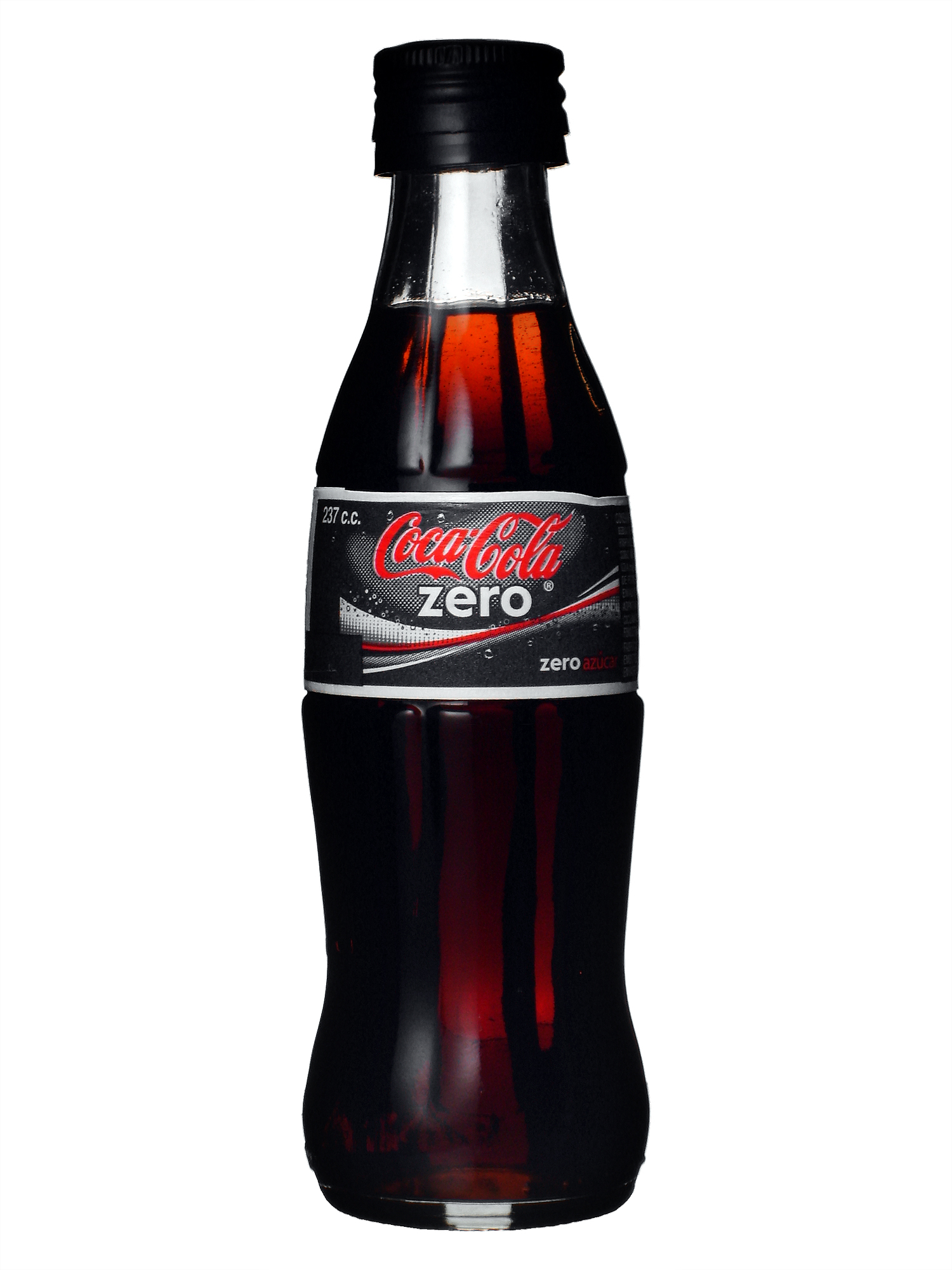
코카콜라 제로 병

코카콜라 제로가 팔리고 있는 나라는 다음과 같다.
- 뉴질랜드(2007년 1월 9일부터)
- 그리스  (2007년 1월부터)
- 네덜란드(2007년 2월 5일부터)
- 노르웨이(2006년 9월 30일부터 널리 분포[4])
- 대한민국(2006년 4월부터)
- 덴마크(2007년 1월부터)
- 독일(2006년 7월부터)
- 루마니아(2007년 4월부터)
- 멕시코(2007년 1월 26일부터)
- 모로코
- 미국
- 벨기에(2006년 8월부터)
- 보스니아 헤르체고비나
- 볼리비아(2007년 1월부터)
- 불가리아
- 브라질(2007년 1월 15일부터[5])
- 세르비아(2007년 9월 1일부터)
- 스웨덴(2007년 3월부터)
- 스위스(2007년 2월 6일부터)
- 스페인(2005년 7월부터[6])
- 슬로베니아[7]
- 아르헨티나(2007년 1월 부터)
- 아이슬란드
- 아일랜드
- 에콰도르(2007년 9월부터)
- 영국(2006년 6월부터)[8]
- 오스트레일리아(2006년 1월 8일부터[9])
- 오스트리아(2007년 2월/3월부터)
- 이집트(2007년 7월부터)  (펩시 맥스와 경쟁하기 위해)
- 이탈리아
- 일본(2007년 6월 4일부터)
- 칠레(2007년 4월부터)
- 캐나다
- 크로아티아(2007년 2월부터)
- 키프로스(2007년 8월부터)
- 타이
- 타이완(2007년 3월부터)
- 터키
- 파나마
- 파라과이
- 페로 제도(2007년 1월부터)
- 페루(2007년 1월 11일부터, 2007[10])
- 포르투갈(2007년 5월 21일부터,[11])
- 프랑스  (2007년 1월부터)
- 핀란드(2006년 11월부터)
- 헝가리
- 홍콩(2007년 3월부터)

## 대한민국에서의 코카콜라 제로

### 출시
2006년 4월 한국코카콜라에서는 코카콜라 제로를 대한민국에 출시하였다. 코카콜라 제로의 출시는 당시 세계적으로 미국, 호주에 이어서 세 번째이고, 아시아권에서는 최초였다.

### 코카콜라독극물 사건
2006년 7월 음료수 독극물 사건이 광주에서 발생하였다. 이로 인해 한국코카콜라측은 사건이 발생한 광주와 담양, 화순 등지 매장에 진열된 코카콜라 전체 제품을 대상으로 교환(리콜) 서비스를 실시했다. 교환 대상 제품 중에는 코카콜라 제로 390mL, 500mL, 600mL 페트 제품 등이 포함되어 있었다.
24일 코카콜라 제로를 포함한 코카콜라 유통이 리콜 대상 지역에서 재개 되었고, 새로 생산된 제품은 기존 제품과 구별하기 위해 병 뚜껑 색깔을 노란색으로 바꾸었다.

## 같이 보기
- 코카콜라